# Barringtonia josephstaalensis
Barringtonia josephstaalensis là một loài thực vật có hoa trong họ Lecythidaceae. Loài này được W.N.Takeuchi mô tả khoa học đầu tiên năm 2000.